# St George Ashe (Ruderer)
St George Ogilvie Ashe (* 23. Mai 1871 in Malta; † 24. Juli 1922 in St Leonards-on-Sea) war ein britischer Ruderer.

## Biografie
St George Ashe versuchte 1898 zweimal von Dover aus über den Ärmelkanal zu rudern. Bei seinem ersten Versuch lief sein Boot nach drei Meilen mit Wasser voll, sodass er von einem Schlepper gerettet werden musste. Ähnlich verlief sein zweiter Versuch.
Bei den Olympischen Sommerspielen 1900 in Paris startete er in der Einer-Regatta. In seinem Halbfinallauf protestierte er als Dritter hinter Hermann Barrelet und André Gaudin aus nicht rekonstruierbaren Gründen gegen die Wertung. Diese wollten den Protest nicht akzeptieren und drohten mit einem Boykott des Finales. Schließlich ließen sie sich doch noch umstimmen und die Organisation ließ fünf Boote am Finale teilnehmen. Dort gewann Ashe die Bronzemedaille.
Insgesamt nahm Ashe siebenmal an der Diamond Challenge Sculls teil, konnte diese jedoch nie gewinnen. 1904 siegte er bei den Wingfield Sculls und wurde in den zwei darauffolgenden Jahren jeweils Zweiter.
Nachdem Ashe bereits Anwalt war, begann er im Alter von 29 Jahren ein Studium am Trinity College Cambridge. 1907 heiratete Ashe eine wohlhabende Frau, die 15 Jahre älter war als er. Später litt er unter psychischen Problemen und beging im Alter von 51 Jahren Selbstmord.